# Louis Madelin
Pour les articles homonymes, voir Madelin.
Louis Émile Marie Madelin, né le 8 mai 1871 à Neufchâteau (Vosges) et mort le 18 août 1956 à Paris 16e (Seine), est un historien et un homme politique français, membre de l'Académie française.
Il est spécialiste de la Révolution et du Premier Empire, auteur d'une monumentale Histoire du Consulat et de l'Empire.

## Biographie

### Famille
Louis Madelin est le cinquième des dix enfants de Marie Bonnet et Amédée Madelin.
Sa famille maternelle est issue de la haute bourgeoisie parisienne. Son grand-père maternel Jules Bonnet est avocat et doyen de l'ordre. Son arrière-grand-père est bâtonnier, député de Paris, vice-président de la chambre et défenseur du général Moreau poursuivi par Napoléon en 1804 pour ne pas avoir dénoncé la conspiration de Cadoudal et Pichegru.
La famille Madelin, provenant de Serraval, aujourd'hui en Haute-Savoie, s'établit en Lorraine, à Toul en 1760 puis à Nancy en 1819, où ses membres sont négociants en draperie et rouennerie en gros. Le père de Louis, Amédée, étudie le droit à la Sorbonne aux côtés d'Émile Gebhart et d'Émile Baudelot. Procureur impérial à Neufchâteau en 1870, il est un temps pris en otage par l'occupant allemand. En 1874 il est nommé procureur de la République à Bar-le-Duc. En 1880, Amédée Madelin est acculé à la démission en raison de ses opinions religieuses et politiques et devient avocat. Orléaniste, il échoue à se faire élire député comme candidat conservateur en 1885 et 1889.
Louis Madelin a, entre autres, pour frère le général René Madelin, père d'Antoine Madelin, et pour sœur Geneviève Madelin, épouse de Léon Zeller et mère d'Henri Zeller et d'André Zeller.
En 1898 à Lunéville, Louis Madelin épouse Émilie Baudelot (1875-1909) avec qui il aura cinq enfants dont une fille aînée disparue le lendemain de sa naissance en 1899 à Paris. Après le décès de sa femme, il se marie en secondes noces au Vésinet en 1912 avec Marthe Clavery qui meurt en 1973 à 92 ans.

### Formation
En 1878, Louis Madelin entre à l'école Fénelon de Bar-le-Duc où l'enseignement est assuré exclusivement par des prêtres et des séminaristes, son père ayant une aversion pour les lycées de l'État. Après son baccalauréat, il intègre la faculté de lettres de Nancy en 1888. Ayant obtenu sa licence, il  devient, le 25 août 1891, le plus jeune agrégé de France. Il suit l'enseignement de l'École nationale des chartes, mais démissionne en deuxième année pour postuler à l'École française de Rome. Ayant choisi de consacrer sa thèse à Joseph Fouché, il séjourne de 1895 à 1897 en Italie, où il accède aux archives de Florence, Venise, Naples, Milan et du Vatican.
Le 30 janvier 1901, au bout de six années de préparation, Louis Madelin soutient à la Sorbonne ses thèses pour le doctorat ès lettres  devant un jury composé de Ernest Lavisse, Émile  Gebhart, Alphonse Aulard, Henry Lemonnier, Ernest Denis, Charles Dejob et présidé par Alfred Croiset. Lavisse attaque la thèse en français, jugeant cette biographie comme une « réhabilitation » de Fouché. Madelin n'obtient que la mention honorable. En dépit de la censure universitaire, et grâce à l'abondance d'articles de presse, le livre de Madelin est un succès de librairie contribuant à sortir le personnage de Fouché de sa seule légende noire.
Il est un temps chargé de cours libres à la Sorbonne. Il n'obtiendra jamais de chaire universitaire, refusant à maintes reprises des postes dans l'enseignement secondaire. En 1922, il postule à la succession d'Alphonse Aulard à la chaire d'histoire de la Révolution française à la Sorbonne. Il se retire de la compétition après une campagne où Ernest Labrousse déclare à son sujet : « À la Sorbonne. Un détracteur de la Révolution va-t-il enseigner l'histoire de la Révolution ? ».

### Entrée dans le monde des lettres
L'Académie française couronne le Fouché de Louis Madelin du prix Thiers. S'il échoue à plusieurs reprises à se faire publier par la Revue des Deux Mondes, il collabore à La Nouvelle Revue et à Minerva. Il écrit des chroniques historiques pour La Revue hebdomadaire et des recensions de livres d'histoire dans le bulletin critique. En 1902, il entre dans la Société des études historiques. En 1906, il fait paraître La Rome de Napoléon, récompensé du prix Gobert de l'Académie française. Un extrait de son ouvrage lui permet enfin d'entrer à la Revue des Deux Mondes. En 1907 il effectue avec l'Alliance française une tournée de quatre mois aux États-Unis et au Canada. Il donne soixante-quinze conférences sur l'Empire et est reçu par le président Theodore Roosevelt. À son retour en 1908, des articles élogieux relatent les succès de ses conférences. Il est sollicité pour écrire une synthèse sur la Révolution et une autre sur L'Histoire du Consulat et de l'Empire pour la collection L'Histoire de France racontée à tous de la librairie Hachette. Il est accueilli par la Société des gens de lettres et Le Foyer.

### Première guerre mondiale
Durant la Première Guerre mondiale, Louis Madelin est mobilisé dès 1914 comme sous-officier au 44e régiment d'infanterie territoriale avant d'être affecté par le général Heer au quartier général de la région fortifiée de Verdun, devenu en février 1916 quartier général de la 2e armée, dont le chef est alors Philippe Pétain. Passé sous-lieutenant, il est appelé par Nivelle en 1917 à la « section information » du Grand Quartier général,. Chevalier de la Légion d'honneur à titre civil en 1913, Louis Madelin est titularisé dans cet ordre à titre militaire en janvier 1918. Il est démobilisé en 1919 avec le grade de lieutenant et la croix de guerre.

### Politique
Son père, avocat à Bar-le-Duc, s'était présenté candidat pour la Meuse aux élections législatives en 1885 et 1889 en tant que représentant de Philippe d'Orléans, le comte de Paris, sans y parvenir. Louis Madelin se présente quant à lui comme républicain progressiste en 1910 dans les Vosges, dans la circonscription de Saint-Dié. Il y est battu par le radical Constant Verlot et ne se représente pas en 1914.
Il est sollicité par la droite en 1919 pour être de nouveau candidat mais refuse, préférant s'occuper de la formation de son Parti de réorganisation nationale ou mouvement IVe République. Il accepte finalement la proposition aux élections législatives suivantes, figure sur la liste menée par Maurice Flayelle et est élu député des Vosges de 1924 à 1928 sous la bannière de la Fédération républicaine, conservatrice. Il soutient le gouvernement de Raymond Poincaré puis critique le traité de Locarno. En 1928, il choisit l'arrondissement de Mirecourt pour faire campagne au nom de l'Union nationale mais échoue face au radical René Porterat, malgré l'appui financier apporté par des patrons comme Georges Laederich. Il renonce à se présenter à une élection sénatoriale partielle en décembre.

### Homme de lettres

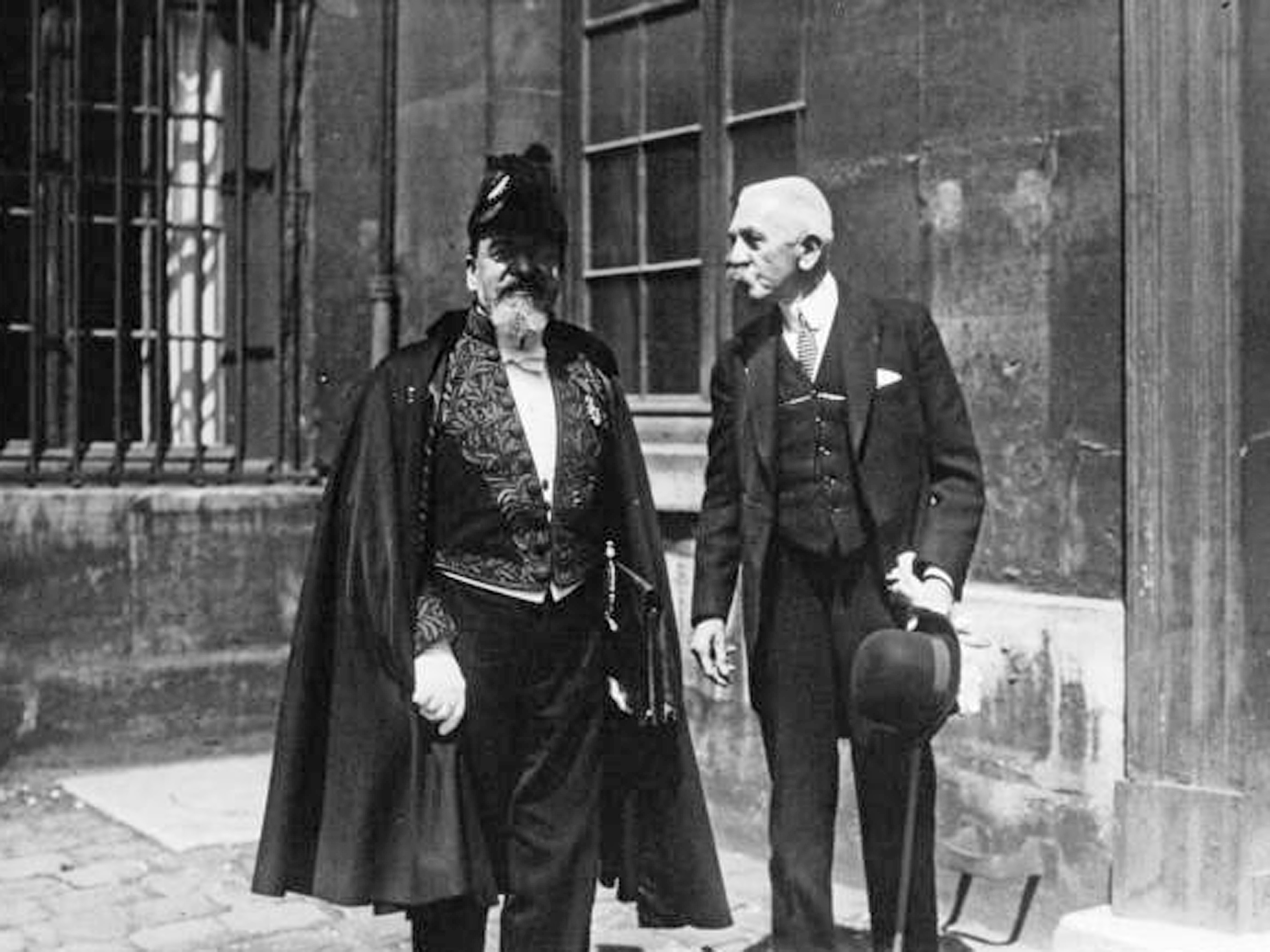
Louis Madelin à l'Académie française.

En 1927, Louis Madelin est élu face à Tristan Bernard au fauteuil numéro 5 de l'Académie française, où il remplace Robert de Flers ; son successeur sera Robert Kemp. En 1934, il succède à Lyautey à la présidence de l'Association des Amis du berceau de Jeanne d'Arc, qui co-organise avec les Compagnons de Jeanne d'Arc des manifestations apolitiques rassemblant plusieurs milliers de personnes de 1937 à 1939 à Domrémy. En tant qu'académicien français, il devient membre associé de l'Académie de Stanislas à Nancy.
De 1936 à 1953, il publie la grande œuvre de sa vie, l'Histoire du Consulat et de l'Empire :
- I. La Jeunesse de Bonaparte
- II. L'Ascension de Bonaparte
- III. De Brumaire à Marengo
- IV. Le Consulat
- V. L'Avènement de l'Empire
- VI. Vers l'Empire d'Occident 1806-1807
- VII. L'Affaire d'Espagne 1807-1809
- VIII. L'Apogée de l'Empire 1809-1810
- IX. La Crise de l'Empire 1810-1811
- X. L'Empire de Napoléon
- XI. La Nation sous l'Empereur
- XII. La Catastrophe de Russie
- XIII. L'Écroulement du Grand Empire
- XIV. La Campagne de France
- XV. L'Interrègne impérial
- XVI. Les Cent-Jours Waterloo

### Fin de vie et mort

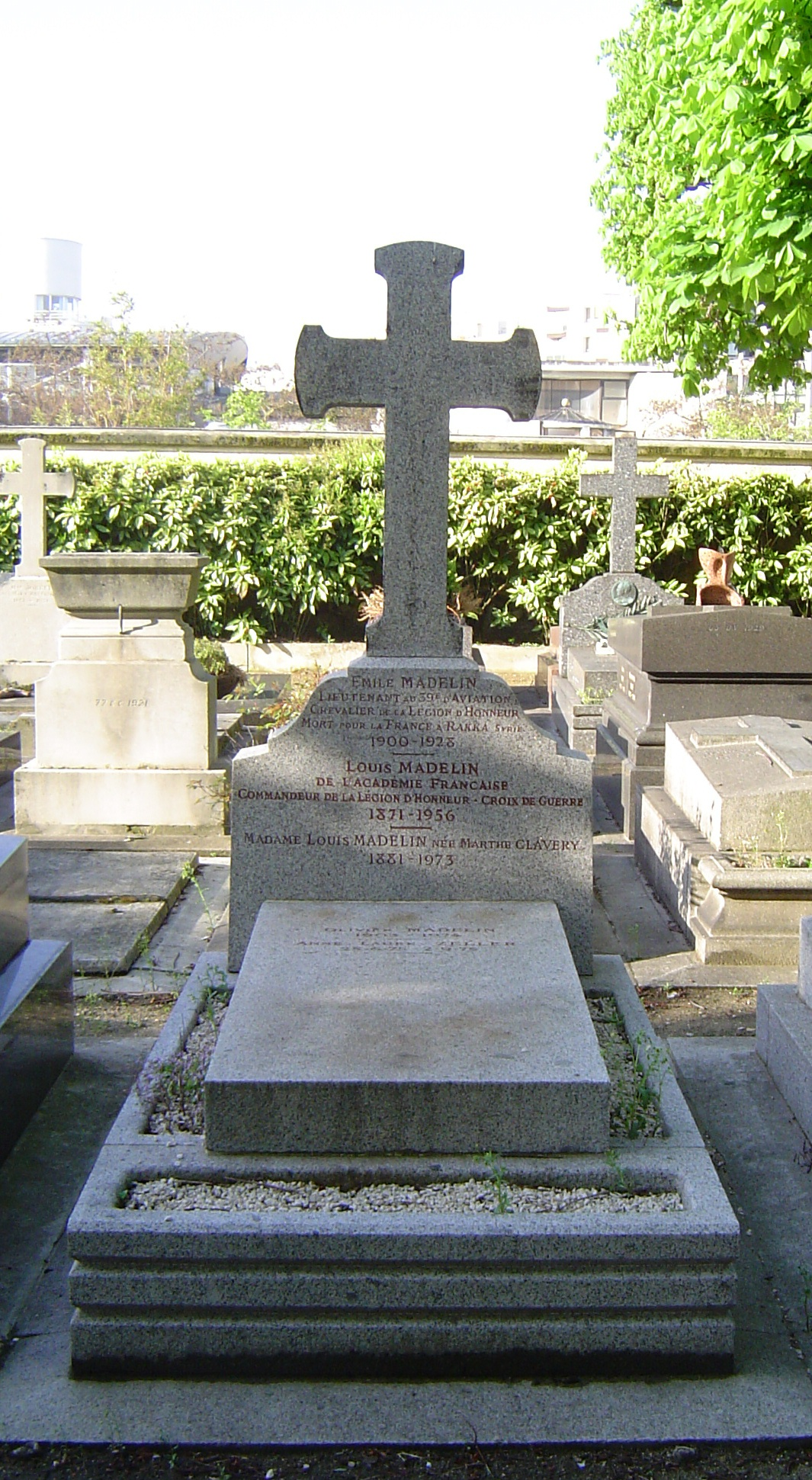
Tombe de Louis Madelin au cimetière de Grenelle.

En avril 1948, il participe à la création et prend la présidence d'un « comité d'honneur pour la libération du maréchal Pétain », rapidement interdit par le gouvernement à la suite de protestations d'anciens résistants,. Il est membre en 1951 du comité d'honneur de l'Association pour défendre la mémoire du maréchal Pétain.
Louis Madelin conserve des attaches avec sa région natale et passe chaque année plusieurs semaines dans la propriété familiale de la Trouche, près de Raon-l'Étape. À Paris, il réside 123 avenue Mozart (16e arrondissement).
Mort à l'âge de 85 ans le 18 août 1956 dans le 16e arrondissement de Paris, il est inhumé au cimetière de Grenelle (division 7) dans la même ville.

## Distinctions
En 1943, l'Académie française lui décerne le prix Antoine-Girard.
Il est promu officier de la Légion d'honneur en 1930, reçu par le général René Madelin commandant la 19e division d'infanterie à Rennes. En 1956, il accède au grade de commandeur dans cet ordre, distinction remise par l'académicien Henry Bordeaux.

## Publications
- 1901 De conventu Bononiensis

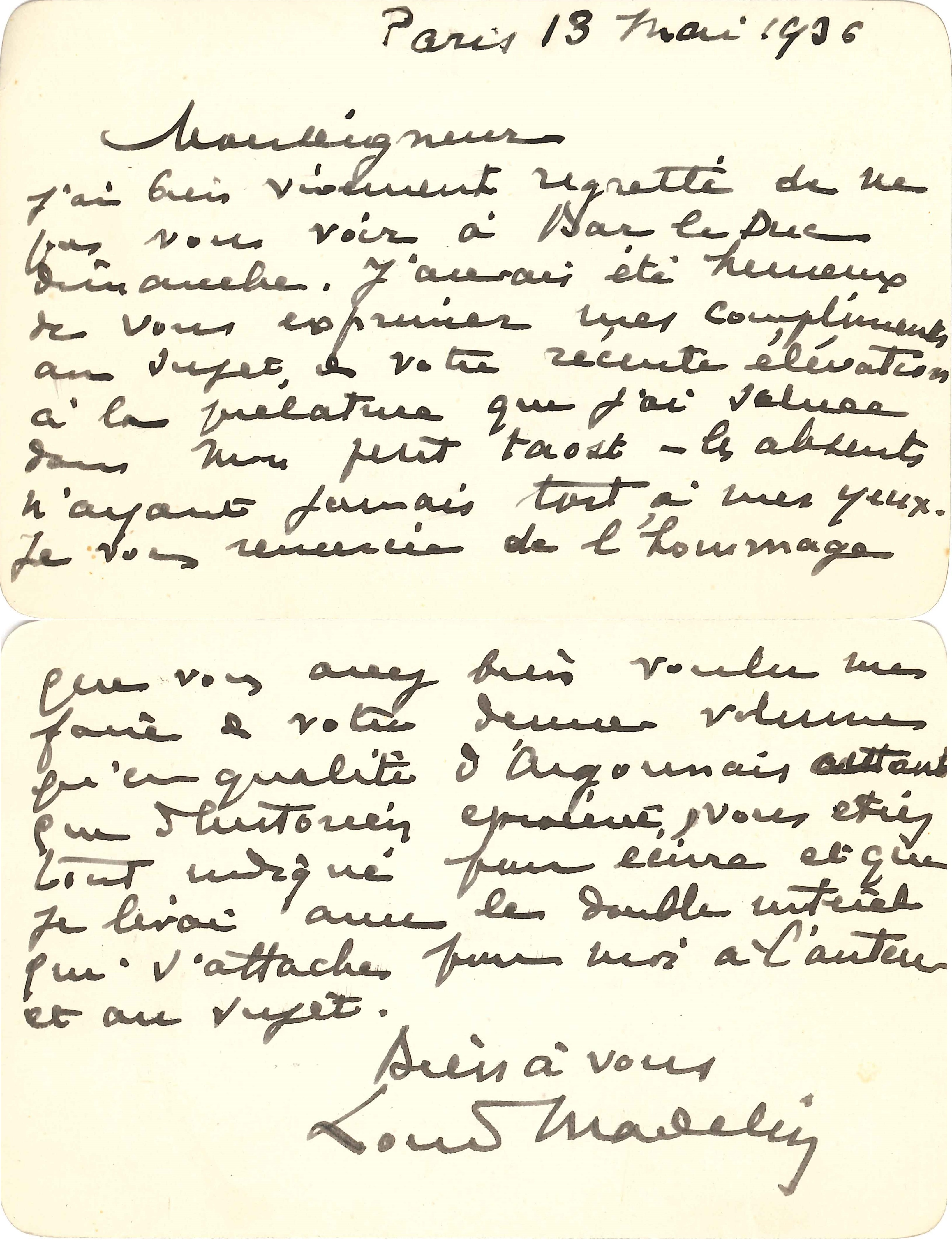
Écriture et autographe de Louis Madelin (1871-1956), historien, député, et académicien français.

- 1901 Fouché (Ouvrage couronné par l'Académie française. Prix triennal Thiers)
- 1905 Croquis lorrains
- 1906 La Rome de Napoléon
- 1906 Le Général Lasalle
- 1911 La Révolution
- 1913 La France et Rome
- 1914 Danton
- 1916 La Victoire de la Marne
- 1916 L'Aveu, la bataille de Verdun et l'opinion allemande
- 1917 La Mêlée des Flandres, l'Yser et Ypres
- 1918 L'Expansion française de la Syrie au Rhin
- 1919 Les Heures merveilleuses d'Alsace et de Lorraine
- 1920 Verdun. La Bataille de France.
- 1921 Le Chemin de la victoire, 2 vol
- 1922 La France du Directoire
- 1925 La Colline de Chaillot
- 1925 Le Maréchal Foch
- 1926 La France de l'Empire
- 1928 Les Hommes de la Révolution
- 1929 Le Consulat de Bonaparte
- 1931 La Fronde
- 1932 Le Consulat et l'Empire, 2 vol
- 1933 Les Grandes Étapes de l'histoire de France
- 1935 Lettres inédites de Napoléon à l'impératrice Marie-Louise, écrites de 1810 à 1814
- 1935 : Napoléon
- 1935 : La Contre-Révolution sous la Révolution 1789-1815.
- 1936 : Le Crépuscule de la monarchie
- 1937 : François Ier, le souverain politique
- 1937-1953 : Histoire du Consulat et de l'Empire, 16 vol.
- 1944 : Talleyrand
- 1945 : Édition des Mémoires de Fouché
- 1947 : Nouvelle édition, complétée par de nouveaux éléments, de sa biographie de Fouché de 1901, qui l'avait fait connaître
- 1955 : Fouché

## Sources
- Les papiers personnels de Louis Madelin sont conservés aux Archives nationales, site de Pierrefitte-sur-Seine, sous la cote 355AP : Inventaire du fonds.